# Günther Tesch

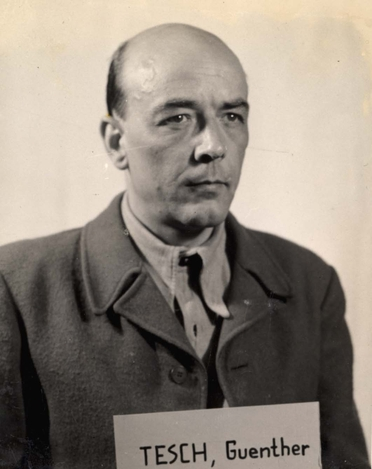
Günther Tesch in alliierter Internierung

Günther Tesch (* 21. Oktober 1907 in Köln; † 7. März 1989 in Dortmund) war ein deutscher Jurist und SS-Führer, der Rechtsberater des Lebensborn e.V. war. Im Prozess Rasse- und Siedlungshauptamt der SS (RuSHA-Prozess) wurde Tesch 1948 zur bereits verbüßten Haftzeit verurteilt und nach Urteilsverkündung freigelassen.

## Leben
Günther Tesch studierte Rechtswissenschaft und gehörte seit 1927 der Burschenschaft der Norddeutschen und Niedersachsen Bonn an. Er promovierte 1933 an der Universität Erlangen. Tesch war als SS-Sturmbannführer Leiter der Rechtsabteilung des Lebensborn und führte in dieser Funktion zusammen mit der Lebensborn-Abteilungsleiterin Inge Viermetz im März 1942 Verhandlungen über „Eindeutschungsaktionen“ mit dem NSV-Chef Erich Hilgenfeldt. Bei diesen und folgenden Verhandlungen ging es um die Gleichstellung des Lebensborn mit einem Landesjugendamt, was einem praktischen Ausschluss der staatlichen Fürsorgeämter von den vom Lebensborn „betreuten“ Kindern und Jugendlichen bedeutete. Eine entsprechende gesetzliche Anordnung wurde am 22. Juli 1942 veröffentlicht. Als Leiter der Rechtsabteilung verantwortete Tesch unter anderem die Namensänderung von „eindeutschungsfähigen“ polnischen Kindern, die ihren Eltern entzogen wurden. Dazu hatte der Lebensborn ein eigenes „Standesamt L“ in München.
Tesch wurde am 13. Mai 1945 von den vorrückenden Alliierten festgenommen. Im RuSHA-Prozess, einem der zwölf Nürnberger Nachfolgeprozesse wurde Tesch 1947 wegen (1) Kriegsverbrechen, (2) Verbrechen gegen die Menschlichkeit und (3) Mitgliedschaft in einer verbrecherischen Organisation angeklagt. In den ersten beiden Anklagepunkten wurde er am 10. März 1948 freigesprochen und nur im dritten Punkt für schuldig befunden. Als Strafmaß wurde seine seit der Internierung verbüßte Untersuchungshaft von zwei Jahren und zehn Monaten festgesetzt, so dass er nach Urteilsverkündung freigelassen wurde.
Später war Tesch als Rechtsanwalt in Dortmund tätig.